# Jorge Borelli
Jorge Borelli est un joueur de football argentin né le 2 novembre 1964 à Buenos Aires. Il était milieu défensif. Il a remporté les Copa América de 1991 et 1993 et participé à la Coupe du monde 1994 avec l'Argentine. Également, il a glané une Copa Libertadores avec River Plate.

## Carrière
- 1980-1984 : CA Platense
- 1984-1989 : River Plate
- 1989-1991 : Tigres UANL
- 1991-1994 : Racing Club
- 1995-1997 : San Lorenzo de Almagro

## Palmarès
- Vainqueur de la Copa América en 1991 et 1993
- Vainqueur de la Copa Libertadores en 1986
- Vainqueur de la Coupe intercontinentale en 1986
- Vainqueur de la Copa Interamericana en 1987
- Champion d'Argentine en 1986
- Vainqueur du Tournoi de Clôture en 1995